# Соловьёвы
Соловьёвы — русский баронский и дворянский род, происходящий от посадских людей города Архангельска.

## Баронский род
В начале XVIII века братья Дмитрий и Осип Алексеевичи Соловьёвы были поставлены Петром I руководить архангельским внешнеторговым портом. В их руках оказалась экспортная торговля России пшеницей, рожью, льном, смолой, пенькой.
С ведома А. Д. Меншикова братья организовали масштабную схему контрабанды, а скопленные капиталы вносили в банки Голландии и Англии. Через них уходили за границу и капиталы самого Меншикова.
Осип, Дмитрий и Афанасий Алексеевичи Соловьёвы возведены были  1 января 1727 года в баронское достоинство императрицей Екатериной I; но, так как не сохранилось грамоты на пожалование им этого титула, то в 1841 году в баронском титуле было отказано и потомство Осипа в баронском достоинстве не было утверждено.
Потомство барона Осипа Соловьёва (ум. 1747) внесено в родословные книги Московской, Рязанской и Тульской губерний. Из его потомков примечательны Вениамин (ок. 1798 — 1866) и Всеволод (1801—1871) Николаевичи, а также Николай Всеволодович (1829—1884) Соловьёвы.

## Другие дворянские роды
Четвёртый брат баронов Соловьёвых — Фёдор, служивший «маршалом» в доме князя А. Д. Меншикова, баронского титула не получил, но от него происходит один из многочисленных дворянских родов Соловьёвых. Потомство Фёдора Алексеевича включено в I часть родословной книги Тверской губернии.
Определением Правительствующего Сената от 5 мая 1853 года, утверждено постановление Симбирского дворянского депутатского собрания от 12 февраля того же года, о внесении в третью часть дворянской родословной книги надворного советника Александра Фёдоровича Соловьёва, по настоящему его чину, полученному им в 1823 году, вместе с сыновьями его: надворным советником Николаем, Петром, Михаилом, Яковом, Фёдором и дочерью Елизаветой, а также и жены Николая Александровича Соловьёва, Екатерины Алексеевны и детей их, сыновей: Николая, Александра и дочерей — Юлии и Софии. РГИА, ф.1411, оп.1, д.103 (Герб. XIII, c.74).
Описание герба: В лазуревом щите золотой дуб на золотой земле. В серебряной главе щита три черные пчелы с червлеными крыльями и ножками. Над щитом дворянский шлем с короной. Нашлемник: лазуревое орлиное крыло, на нем горизонтально золотой якорь с анкерштоком и кольцом. Намет: справа — лазуревый с золотом, слева — черный с серебром.
Определение Правительствующего Сената от 13 мая 1893 года, утверждено постановление Санкт-Петербургского депутатского собрания, статского советника Михаила Васильевича Соловьёва, с детьми Ольгою, Антониною, Евгением, Анатолием, Михаилом, Лидией и Владимиром принять в потомственное дворянское достоинство, с правом на внесение в третью часть Дворянской Родословной книги, по пожалованию ему, 30 августа 1887 года, ордена Святого Владимира 3 степени. РГИА, ф.1411, оп.1, д.107 (Герб. XVII, с.118).
Описание герба: В лазуревом щите, две локтями противопоставленные друг к другу руки в серебряных латах, держащая каждая серебряный же с золотою рукоятью восточный меч. В серебряной главе щита, три черные пчелы в ряд. Щит увенчан Дворянским коронованным шлемом. Нашлемник: пять страусовых перьев, из них среднее, обремененное золотою о пяти лучах звездою, и крайние ‒ лазуревые, а второе и третье ‒ серебряные. Намет: лазуревый с серебром. Девиз: «Правдивым путем», серебряными буквами на лазуревой ленте.
В Гербовнике (XIII, 74) про герб этого рода сказано: «В лазоревом щите золотой дуб на золотой земле. В серебряной главе щита три чёрные пчелы с червлёными крыльями и ножками. Над щитом дворянский шлем с короной. Нашлемник: лазоревое орлиное крыло, на нём горизонтально золотой якорь с анкерштоком и кольцом. Намёт: справа — лазоревый с золотом, слева — чёрный с серебром.».